# Amaya Salazar
Amaya Salazar (Santo Domingo, República Dominicana, 1951) es una artista dominicana conocida por sus personajes sin rostros que habitan ambientes místicos y mágicos donde la luz y la flora antillana están presentes.

## Biografía
Amaya Salazar estudió en la Academia Artium, Madrid, España y en la Escuela de Bellas artes, Boston, Estados Unidos.
Salazar se inspira principalmente en la forma femenina y en las imágenes de la madre y el niño. Captura esos momentos íntimos donde las mujeres escapan de la realidad de la vida y entran al calor de la luz caribeña
La luz y la flora juegan un papel importante en el trabajo de Salazar. En su trabajo, los rayos del sol y la luna crean un caleidoscopio de tonos en todo el paisaje. En los paisajes nocturnos, la paleta se vuelve oscura casi negra, pero siempre hay una luz interna que brilla. Sus obras más brillantes nos dan las diferentes tonalidades que crea el sol a medida que calienta el paisaje. La flora es una parte integral del trabajo de Salazar. Las hojas de plátano, las palmeras, los troncos de bambú son parte del entorno que rodea a los personajes; en algunos casos son el único elemento de la pieza.
Salazar también trabaja en bronce, acero y mármol, así como crea dibujos de carbón sobre papel y acuarelas y tinta china sobre papel.
Su trabajo se puede encontrar en importantes colecciones de todo el mundo. Hay dos monografías sobre el trabajo del artista y se está produciendo una tercera.

## Colecciones
- ABN / AMOR, Miami, Florida
- Admirar Club Amarican Airlines, Santo Domingo, DR
- Banco Popular, Santo Domingo, RD
- Biscay Bilbao, Kutxa, Bilbao, España
- BPD internacional Bank, Nueva York
- Caja de Ahorros de Vitoria, Vitoria, España.
- Compañía Dominicana de Teléfonos, (CODETEL), Santo Domingo, DR
- Museo de Arte Moderno, Santo Domingo, DR
- Museo Hermanas Mirabal, Salcedo, DR.
- El Museo Nacional de Arte e Historia Católica, Nueva York,NY
- Voluntariado del Museo de las Casas Reales, Santo Domingo, DR

## Exposiciones seleccionadas
Exposiciones individuales

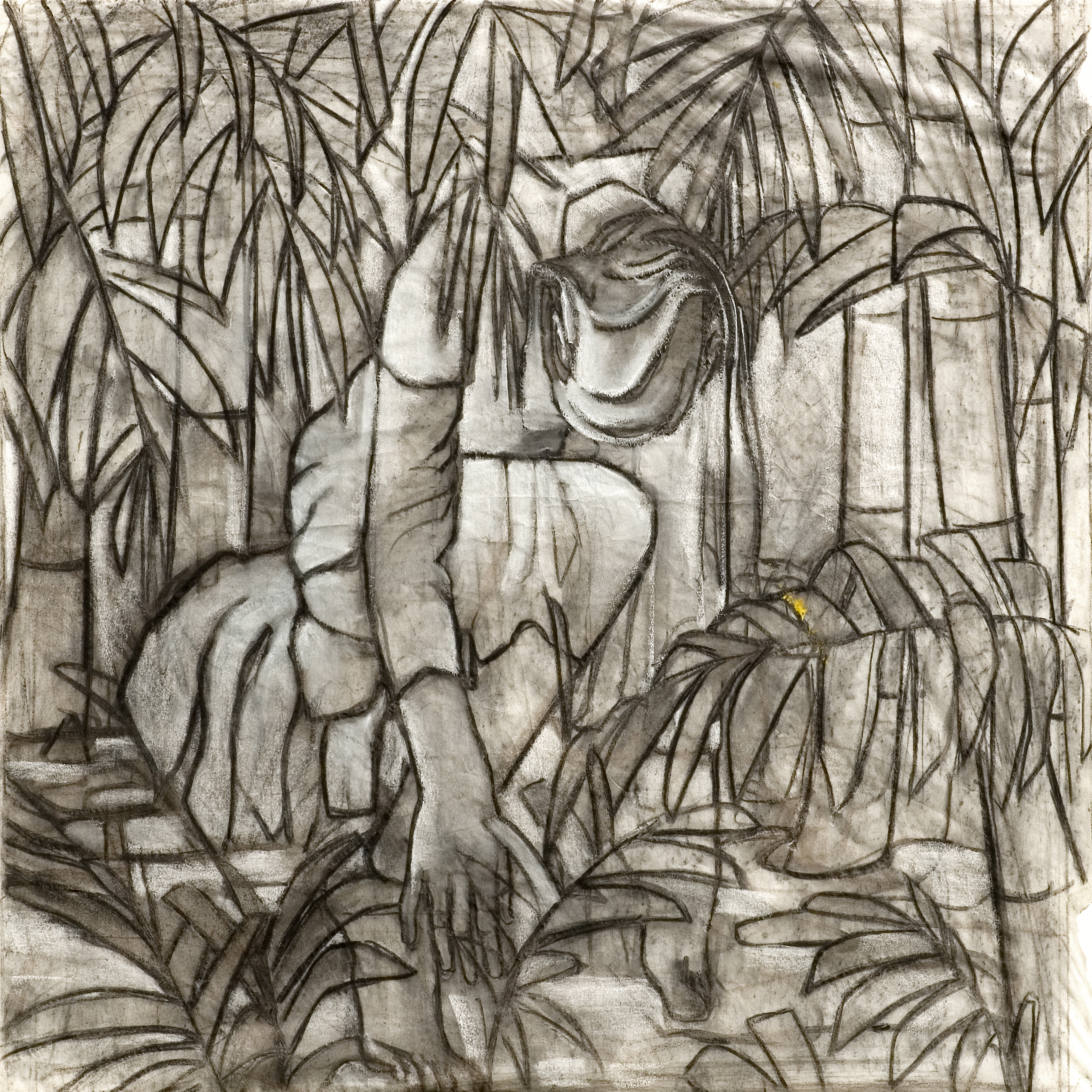
Unscathed Tierra (2007)charcoal encima papel de mantequilla, 32 x 32 en.

- Conferencia: Paisajes e imágenes de la madre y el niño en el trabajo de Amaya Salazar, conferencia de Marianne de Tolentino en celebración por los 60 años del Estado de Israel., Santo Domingo, DR (2008)
- Merrill Lynch Arteamericas, Miami, Florida. (2008)
- Bosques iluminados, Arte Berri, Santo Domingo, RD (2006)
- Antillean Color, Sociedad Renovación, Puerto Plata, DR (2006)
- Fusión cromática para la apertura de Arte Berri (2005)
- Galería Imagen, Panamá. (2004)
- Atlas Art, San Juan, PR. (2003)
- Exposición y firma de libros Amaya Salazar Atmospheres of Light, SD. (2002)
- Galería Imagen, Panamá. (2000)
- Galería Imagen, Panamá. (1997)
- La Galería Santander, Miami. (1996)
- Galería de Arte Nader, exposición retrospectiva y firma de libros, Amaya SD. (1991)
- Galería de Arte La Torre, Milán, Italia y exposición itinerario en el País Vasco. (1990)
- Exposición de itinerario con Caja Madrid en Barcelona, Madrid y otras ciudades. (1987)

Exposiciones colectivas
- El Museo Nacional de Arte e Historia Católica, Nueva York, NY, esta exposición viajará a Washington D. C. en octubre (2008)
- Atlas Galleries, Chicago. (2001)
- Conferencia organizada por el Centro Smithsonian para Iniciativa Latina. (2000)
- Maison de l’Amerique Latín, París. (1996)
- Cagnes-Sur-Mer, Francia. (1995)
- Artista invitado para dar el discurso de apertura de la II Bienal de Pintura del Caribe y Centroamérica, Museo de Arte Moderno, SD, DR, (1994)
- Montecampione, Italia, Museo de Luxemburgo, París. (1990)